# Mindanao

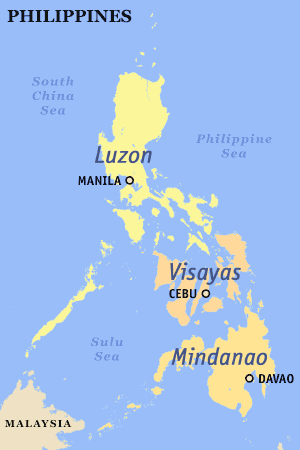
Insulele Filipine

Mindanao este a doua insulă ca mărime, și insula cea mai sudică, care aparține de Filipine.

## Date geografice
Insula este învecinată la vest cu Marea Sulu, iar la est cu Marea Filipinelor. Mindanao împreună gu grupul  de insule din nord Visayas și Luzón, formează statul Filipine.
Insula Mindanao are suprafața de 95.581 km², fiind după Luzón, a doua insulă ca mărime care aparține de Filipine. Cele două insule însumează 2/3 din suprafața Filipinelor și un procent de 70 % din numărul populației. Numai insula Mindnao are o populație de 14 milioane de locuitori. Capitala, Davao City  este în același timp și cel mai mare oraș de pe insulă, iar ca suprafață este considerat cel mai mare oraș din lume. Punctul cel mai înalt de pe insulă este Mount Apo, cu 2.954 m, situat la sud de Davao City.

## Insule aparținătoare
- Mindanao
- Ahipeleagul Sulu (Basilan, Jolo, Tawi-Tawi)
- Camiguin
- Dinagat
- Siargao
- Samal Island
- Insulele Sarangani

Insula cu insulițele aparținătoare este subîmpărțită în cinci regiuni:
- Region IX (Zamboanga Peninsula): Zamboanga del Norte, Zamboanga del Sur, Zamboanga Sibugay
- Region X (Northern Mindanao): Camiguin, Misamis Occidental, Misamis Oriental, Bukidnon, Lanao del Norte
- Region XI (Davao Region): Compostela Valley, Davao del Norte, Davao del Sur, Davao Oriental
- Region XII (SOCCSKSARGEN): South Cotabato, Cotabato, Sultan Kudarat, Sarangani
- Region XIII (Caraga): Agusan del Norte, Agusan del Sur, Dinagat Islands, Surigao del Norte, Surigao del Sur

Provinciile neamitite Maguindanao, Shariff Kabunsuan și Lanao del Sur, aparțin din anul 1989 de Region ARMM (Autonomous Region in Muslim Mindanao) care se află pe insulele provincii Basilan, Sulu și Tawi-Tawi.

## Demografie
Limbile vorbite pe Mindanao sunt: cebuano, chabacano, tausug, maguindanao, bisaya și limba hiligaynon.
Ca religie 63% din populație sunt creștini, 4 % protestanți și 32% musulmani care trăiesc majoritatea în sudul și vestul insulei. 

## Economie
Pe Mindanao și insulele aparținătoare, se cultivă orez, cereale, cafea, trestie de zahăr și bumbac. Fructele care se întâlnesc aici sunt mango, nuci de cocos, banane, ananas și papaya. Plante cultivate mai sunt: pkra, camote, abaca și arborele de cauciuc. 
Din punct de vedere geologic, aici se găsesc zăcăminte de aur, cupru, aluminiu, nichel, mangan, fier, crom, argint și cobalt. Alte bogății naturale exploatate mai sunt argila, piatra, nisipul, calcarul, sarea, bazaltul, andezitul, cuarțul, opalul și guano.

## Turismul
Atracțiii turistice sunt cascadele (Cotabato, Maria Cristina, Lumakot, Cathedral). În provincia Zamboanga del Norte, dar și alte provincii, sunt vizitate de turiști  recifele de corali, ștrandurile: Apo Beach, Talomo Beach, Mabua Beach, Tandag Beach și Tanbis Beach.
Obiecte turistice mai sunt și lacurile Lake Lanao, Lake Mainit și Lake Sebu, peșterile sau minele și crescătoriile de pești sau perle.